# Ханкаров Хамзат Жарапович
Хамзат Жара́пович Ханка́ров (Хонкара) (13 квітня 1965, Грозний — 13 червня 1994, там же) — чеченський військовий командир, учасник руху за незалежність Чечні від Росії в 1990-х роках. За деякими даними, командував чеченським загоном Конфедерації гірських народів Кавказу під час війни в Абхазії.

## Життєпис
Народився 1965 року в місті Грозному; виходець із тейпу Комалхой, тукхум Маьлхі. З 1990 року брав активну участь у різних самостійницьких організаціях народів Кавказу, в 1991 році разом із однодумцями захопив будівлю грозненського міськкому та телецентр. Після переходу влади до Загальнонаціонального конгресу чеченського народу був обраний членом Президії в обох скликаннях, а також членом Президії Конфедерації гірських народів Кавказу.
Брав участь у війні в Абхазії — командував одним із загонів Конфедерації народів Кавказу, разом із Шамілем Басаєвим був організатором наступу під Гагрою. У 1993 році обіймав посаду військового коменданта Чечні.
Разом із чеченським бардом Імамом Алімсултановим виконував власні пісні.
Загинув 13 червня 1994 року на 30-му році життя в сутичці з опозиційним до Джохара Дудаєва загоном Руслана Лабазанова.